# Ceresole Reale
Ceresole Reale là một đô thị ở tỉnh Torino trong vùng Piedmont, có vị trí cách khoảng 50 km về phía tây bắc của Torino, nước Ý, giáp ranh với nước Pháp. Tại thời điểm ngày 31 tháng 12 năm 2004, đô thị này có dân số 161 người và diện tích là 100.0 km².
Ceresole Reale giáp các đô thị: Bonneval-sur-Arc (France), Groscavallo, Noasca, Rhêmes-Notre-Dame, Val-d'Isère (France), và Valsavarenche.

## Official web site
http://www.comune.ceresolereale.to.it